# Фрейганг, Андрей Васильевич
Андрей Васильевич Фрейганг (21 июля [2 августа] 1809, Опава — 24 марта [5 апреля] 1880, Гатчина, Санкт-Петербургская губерния) — вице-адмирал.

## Биография
Родился в Тропау, где отец его, доктор философии Геттингенского университета, состоял на русской государственной службе по дипломатической части. Получив прекрасное домашнее образование, владея девятью языками, он в течение двух лет (1826 и 1827) пробыл в Лейпцигском университете. В 1828 г., по приезде в Россию отца, поступил унтер-офицером в л.-гв. Егерский полк, а затем в школу гвардейских подпрапорщиков и кавалерийских юнкеров. Желание участвовать в кругосветном плавании заставило его, однако, переменить род службы: осенью 1830 г. он перешёл в гвардейский экипаж и на следующий год отправился в плавание на два года на военном транспорте «Америка».
Вернувшись в Россию, Фрейганг до 1840 г. почти каждое лето участвовал в морских кампаниях на разных судах и, между прочим, проехал на шхуне «Метеор» из Архангельска по Белому морю и Северному океану до Нордкапа. В 1841 г. Фрейганг был назначен адъютантом к дежурному генералу главного морского штаба адмиралу Колзакову; затем, в продолжение нескольких лет, находился в плавании при великом князе Константине Николаевиче. В 1848 г. он был прикомандирован к морскому ученому комитету и принял деятельное участие в издании «Записок Гидрографического департамента» и «Морского Сборника», основанного в том же году.
В Севастопольскую кампанию, в 1854 г., командуя батареею и Абовским отрядом канонерских лодок, участвовал (10 августа) в деле с английскими судами, за что был награждён орденом св. Анны 2 ст. с мечами. Затем, в течение пяти лет (1855—1860) состоял помощником редактора «Морского Сборника», а до 1874 г. продолжал быть одним из деятельных его сотрудников. В этом журнале, кроме значительного числа библиографических заметок, Фрейганг поместил ряд переводов и самостоятельных статей; кроме того он писал ещё в «Московских ведомостях», «Голосе», «Русской старине» и др. Некоторые из его работ вышли отдельными изданиями, например, «Взгляд на Венецию в морском отношении» (1851), «Иностранцы, служившие в русском флоте» (1863).
В частной и общественной деятельности Фрейганг обладал замечательною способностью жертвовать и возбуждать к пожертвованию других. В самый разгар Крымской войны, узнав о лотерее, устраиваемой в пользу семейств убитых и раненых солдат, Фрейганг, по словам его сослуживца, Ф. Ф. Веселаго, собрал и принес распорядителям лотерей все, какие нашлись в его доме, золотые и серебряные вещи, за единственным исключением крестов, полученных при крещении, и обручальных колец. Бедствия и страдания славян всегда вызывали в нём деятельное сочувствие, и в 1867 г. он был одним из первых членов-учредителей Славянского благотворительного общества. Видное участие принимал он и в делах «Общества для содействия русскому торговому мореходству» и, между прочим, пожертвовал в библиотеку, как этого общества, так и яхт-клуба и устраивавшихся тогда мореходных классов, значительное количество «весьма редких и полезных книг». Ему же обязано своим учреждением в 1872 г. «Общество спасания на водах». Первоначальная подписка, устроенная Фрейгангом среди своих знакомых, дала 15 рублей; в 1901 г. общество располагало капиталом более миллиона рублей.
В 1874 г. Фрейганга постигла тяжкая и продолжительная болезнь, заставившая его просить об отставке; 7 января 1874 г. он был уволен от службы с производством в чин вице-адмирала. Последние годы своей жизни он провел в Гатчине, где и умер на 71-м году.

## Семья
Дочь — Варвара Андреевна Фрейганг скончалась в Петрограде 7 (20) августа 1919 года.